# Nikolaus Franz Florentini

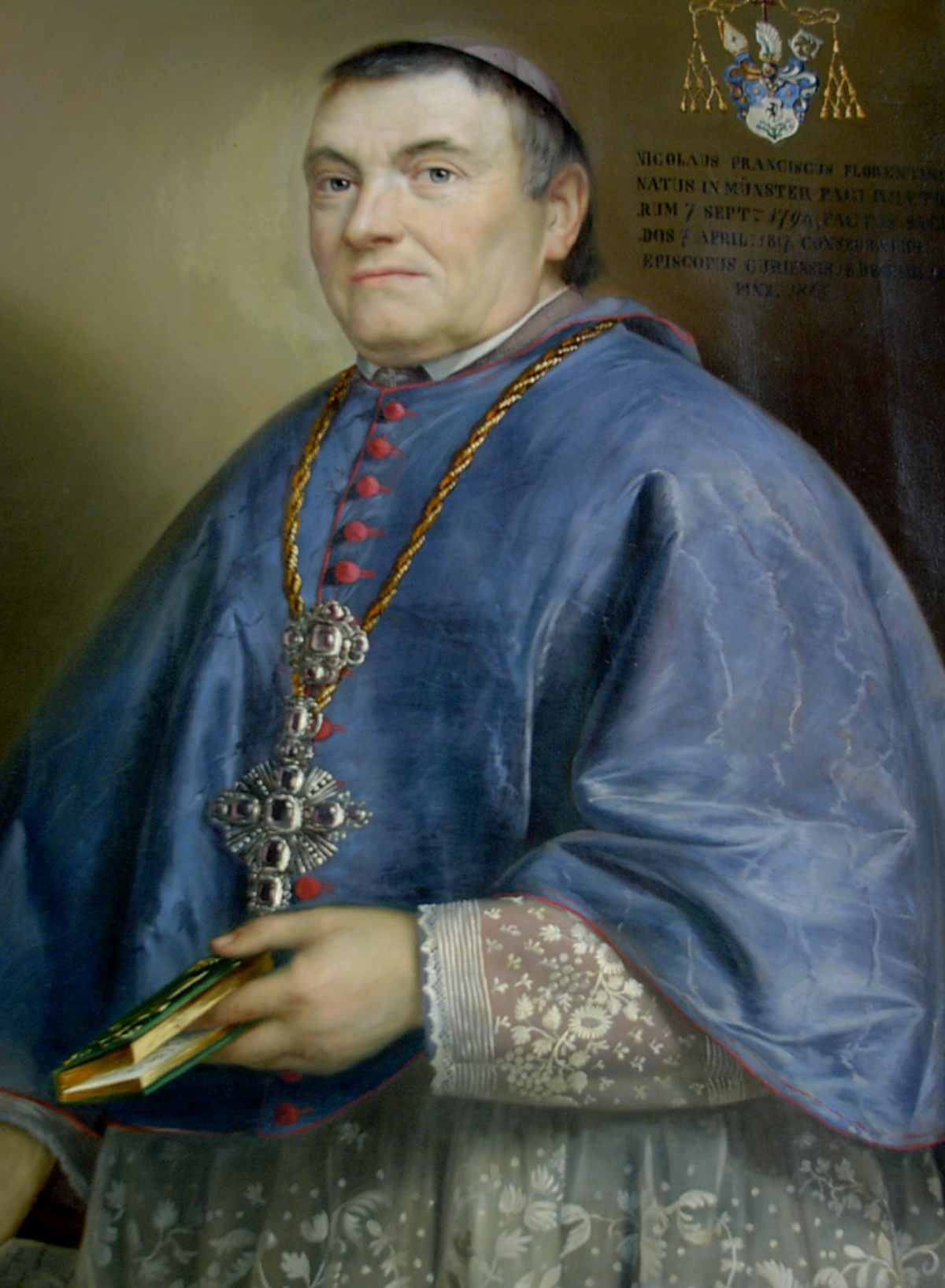
Nikolaus Franz Florentini (1794–1876), Bischof von Chur (1859–1876). Porträt im Rittersaal des Bischöflichen Schlosses, Chur

Nikolaus Franz Florentini (* 7. September 1794 in Müstair; † 29. Juni 1881 in Chur) war römisch-katholischer Bischof des Bistums Chur.

## Leben
Der Sohn von Antoni Florintöni und der Benedicta Conrad besuchte nach der Grundschule das Gymnasium der Benediktinerabtei Marienberg im Vinschgau. Nach dem Abitur studierte er Philosophie am Jesuitenkolleg in Solothurn und Theologie am Priesterseminar St. Luzi in Chur. Das Sakrament der Priesterweihe spendete ihm der Apostolische Nuntius am 7. April 1818 in der Kathedrale St. Mariä Himmelfahrt in Chur. In der Gemeindepastoral tätig, war er von 1818 bis 1824 Kaplan in Vals GR und von 1824 bis 1826 Kaplan in Samnaun. 1826 übernahm er die Kaplanstelle an St. Martin in Lugnez-Tersnaus. 1831 bot ihm Bischof Kaspar de Carl ab Hohenbalken eine Professur in Moraltheologie am Priesterseminar in Chur an. Dort lehrte er bis 1838, dann wurde er Pfarrer in Trimmis. Seit 1841 nichtresidierender Domherr, wählte ihn am 8. Februar 1844 das Kathedralkapitel zum Dekan.
Am 26. Mai 1859 wählte das Domkapitel von Chur Nikolaus Franz Florentini zum Nachfolger des verstorbenen Bischofs Kaspar de Carl ab Hohenbalken. Allerdings erklärte der Heilige Stuhl die Wahl für ungültig, weil sie für ein Mittagessen unterbrochen wurde; Papst Pius IX. ernannte jedoch den Gewählten am 26. September 1859 zum neuen Churer Oberhirten. Die Bischofsweihe empfing er am 18. Dezember 1859 in der Mariä Himmelfahrt-Kathedrale in Chur durch den Bischof von Basel, Karl Arnold-Obrist; Mitkonsekratoren waren Georg Prünster, Weihbischof und Generalvikar des Bischofs von Brixen in Vorarlberg mit Sitz in Feldkirch, und Heinrich IV., Abt von Einsiedeln.
Bischof Florentini betraute seinen Verwandten Paul Foffa aus Müstair mit der Ökonomieverwaltung. Dieser arbeitete jedoch unzuverlässig und wurde auf Druck des Domkapitels und auf Weisung des Nuntius entlassen. Einen zweiten Verwandten (Vetter), den Kapuzinerpater Theodosius Florentini (1808–1865) ernannte er 1860 zu seinem Generalvikar († 15. Februar 1865 in Heiden). Das Amt des Generalvikars blieb bis 1868 vakant, dann ernannte Papst Pius IX. Kaspar Willi OSB zum Weihbischof in Chur. Als Generalvikar vertrat er den Bischof auf dem Ersten Vatikanischen Konzil (1869–1870).
Bischof Nikolaus Franz Florentini gelang es nicht, die Kantone Uri und Unterwalden einzugliedern, er konnte auch nicht die Säkularisation des Klosters Rheinau verhindern; zudem verlor er nach dem Konzil den Kanton Zürich an die Christkatholische Kirche. Hingegen gelang ihm die Gründung einiger neuer katholischer Pfarreien und er ließ zwischen 1874 und 1880 einige neue Kirchen bauen.
Der zunehmend erblindende Bischof bot dem Papst am 18. Oktober 1876 seinen Rücktritt an, den dieser am 15. November desselben Jahres annahm. Florentini starb am 29. Juni 1881 in Chur und wurde auf dem Friedhof neben der Kathedrale Mariä Himmelfahrt in Chur beigesetzt. Das Domkapitel wählte seinen Generalvikar und Weihbischof in Chur zu seinem Nachfolger.